# Helle Busacca
Pour les articles homonymes, voir Busacca.
Helle Busacca (prononcé : [ˈɛlle buˈzakka] ; 21 décembre 1915 - 15 janvier 1996) est une poète, peintre et écrivain italienne.

## Biographie
Née dans une famille aisée de San Piero Patti (province de Messine, Sicile), Helle Busacca vit une partie de sa jeunesse dans sa ville natale. Elle déménage ensuite à Bergame et plus tard à Milan avec ses parents. Elle obtient un diplôme en lettres classiques à l'Université royale de Milan. Elle enseignera les lettres dans divers lycées, passant de ville en ville : Varèse, Pavie, Milan, Naples, Sienne et enfin Florence, où elle meurt le 15 janvier 1996.
Ses papiers, de la correspondance, des croquis et des brouillons d'ouvrages publiés, ainsi que de nombreux manuscrits non publiés, sont conservés dans une collection spéciale aux Archives d'État de Florence.
En décembre 2015, lors d'une conférence à l'occasion du centenaire de sa naissance, la bibliothèque municipale de San Piero Patti a été nommée en son honneur.

## Œuvres

### Livres
- Giuoco nella memoria (Modène : Guanda, 1949).
- Ritmi (Varèse : Magenta, 1965).
- I quanti del suicidio (Rome: SETI, 1972 ; réimprimé : Bologne, Seledizioni, 1973).
- I quanti del karma (Bologne : Seledizioni, 1974).
- Niente poesia da Babele (Bologne : Seledizioni, 1980).
- Il libro del risucchio (Castelmaggiore : Livre, 1990).
- Il libro delle ombre cinesi (Fondi : Confrontographic, 1990).
- Pene di amor perdute (Raguse : Cultura Duemila, 1994).
- Ottovolante, édité par Idolina Landolfi (Florence : Cesati, 1997).
- Poesie scelte, édité par Daniela Monreale (Salerne : Ripostes, 2002).
- Vento d'estate (Maser : Amadeus, 1987) (prose).
- Racconti di un mondo perduto (Gênes : Silverpress, 1992) (prose).

### Articles
- I bestioni e gli eroi et L'America scoperta e riscoperta dans Civiltà delle macchine, 1956.
- Il mio strano amico Montale dans L'Albero, 1986, vol. 39

### Œuvres inédites
- Contrappunto (roman autobiographique).
- Controcorrente (roman autobiographique).
- Una storia senza storia (histoire courte)
- De Rerum Natura (traduction de Lucrèce).